# 雷尼爾櫻桃

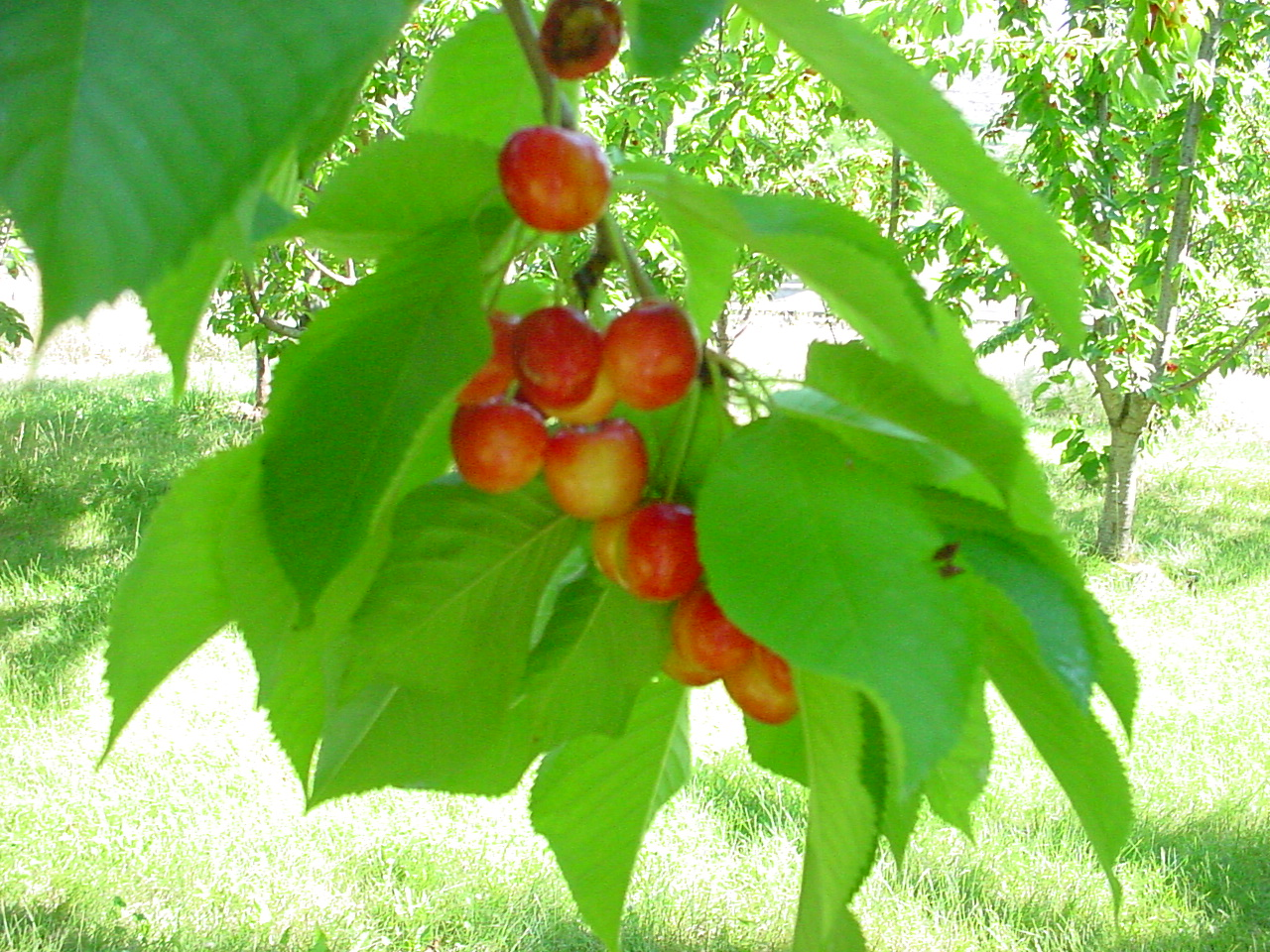
生長在樹上的雷尼爾櫻桃

雷尼爾櫻桃（發音：/reɪˈnɪər/ - ray-NEAR）是甜櫻桃的一個品種，1952年時由華盛頓州立大學科學家哈洛德·福格爾（Harold Fogle）培育。本品種由和兩種甜櫻桃品種雜交，名稱來自華盛頓州雷尼爾山。
雷尼爾櫻桃被視為頂級櫻桃，口感脆甜，皮薄並且有乳黃色厚實的果肉。這種櫻桃對溫度、風、雨十分敏感。大約有1/3的雷尼爾櫻桃被鳥類啄食。

## 植物特性
雷尼爾櫻桃以歐洲甜櫻桃（Mazzard cherry）作為砧木，後者為嫁接用的野生或甜櫻桃幼苗。成熟的雷尼爾櫻桃樹高度約30至35英尺（9.1至10.7），能適應多種土壤。種植時每棵樹間要有適當間隔，使枝幹均能受到充足日照，果實在收成時才能完全成熟並帶甜味。雷尼爾櫻桃樹種植後3到5年內可結果，在4月初時開花，約在6月下旬至7月上旬收成，乳黃至橙黃的果實上帶著一抹紅斑。
本品種櫻桃需由其他品種櫻桃授粉，通常由、等櫻桃授粉。雷尼爾櫻桃最適合在美國農業部植物耐寒區4－9區生長。